# Jeca e Seu Filho Preto
Jeca e Seu Filho Preto é um filme brasileiro de 1978, do gênero comédia dramática com elementos de melodrama, dirigido por Pio Zamuner e Berilo Faccio, a partir de um argumento de Amácio Mazzaropi. Produzido e distribuído por sua empresa, a PAM Filmes, o filme é estrelado por Mazzaropi e Geny Prado. Notabiliza-se por ser uma das obras mais diretas do cineasta a abordar o tema do racismo no Brasil.
Em plenos anos de ditadura militar, Mazzaropi, utilizando sua imensa popularidade e seu característico personagem caipira, o Jeca, construiu uma narrativa que confrontava o preconceito racial de forma explícita, algo incomum para o cinema comercial da época. O filme foi um grande sucesso de bilheteria, dialogando com milhões de espectadores, ao mesmo tempo em que foi, como de costume na carreira do cineasta, amplamente ignorado ou criticado pela crítica especializada, que frequentemente desconsiderava o valor social e cultural de suas obras.

## Sinopse
Zé (Amácio Mazzaropi), um modesto sitiante, e sua esposa, Dona Bomba (Geny Prado), vivem uma vida simples com seus dois filhos, Laurindo e Antenor. No entanto, um fato intriga a todos na região: Antenor (Everaldo Lobão) é negro, enquanto seus pais e seu irmão são brancos. Zé e Bomba, apesar de não encontrarem explicação para o fato, aceitam-no como "coisa de Deus" e criam ambos os filhos com o mesmo afeto.
O conflito central da trama se intensifica quando Antenor, agora um homem feito, se apaixona por sua amiga de infância, a jovem professora Laura (Carmen Monegal). O romance é veementemente rechaçado pelo pai da moça, o arrogante fazendeiro "Seu Cheiroso" (Joanes Dandaro), que também é patrão de Zé. Racista e autoritário, Cheiroso não admite a união da filha branca com um homem negro e passa a perseguir Antenor e sua família, ameaçando expulsá-los das terras onde vivem e trabalham. Com a ajuda do compadre Pacheco (David Neto), o casamento é marcado, desafiando a ira do fazendeiro. No entanto, na véspera da cerimônia, um assassinato ocorre, e as suspeitas recaem sobre a família de Zé. Durante o julgamento do crime, um segredo guardado há décadas sobre as circunstâncias do nascimento de Antenor é finalmente revelado, esclarecendo o mistério de sua origem.

## Elenco
A escolha do elenco mesclava atores recorrentes nos filmes de Mazzaropi com novos rostos. A parceria com Geny Prado, como sua esposa na tela, era um pilar de seus filmes. A escolha de um mestre de capoeira para o papel de Antenor conferiu uma dimensão física e cultural importante ao personagem.
- Amácio Mazzaropi como Zé do Traque
- Geny Prado como Dona Maria "Bomba"
- Everaldo Bispo de Souza (Lobão) como Antenor
- Carmen Monegal como Laura
- Joanes Dandaro como Gumercindo "Seu Cheiroso" Santana
- Yara Lins como Dona Cheirosa
- David Neto como Seu Pacheco
- Elizabeth Hartmann como Dona Carolina, esposa de Pacheco
- André Luiz Toledo como Laurindo
- Leonor Navarro como Dona Leonor, a parteira
- Denise Assunção como Leontina, empregada de Cheiroso
- Henricão como testemunha no julgamento
- James Lins como Vigário
- Rose Garcia como Rita
- Jair Talarico como capataz de Seu Cheiroso
- José Velloni como Delegado
- Gilda Valença como Dona Maria Portuguesa
- José Luiz de Lima como Valdemir, capataz de Seu Cheiroso
- Carlos Garcia como Juiz
- Augusto César Ribeiro como Advogado de defesa
- João Paulo como Promotor

## Produção

### Desenvolvimento e Roteiro
O filme partiu de um argumento original de Amácio Mazzaropi, que desejava tratar do preconceito racial de forma direta, mas com a sensibilidade e o humor que caracterizavam suas obras. O roteiro foi desenvolvido por Rajá de Aragão, um colaborador habitual. A trama, que mescla comédia, melodrama e crítica social, foi construída para colocar o personagem Jeca, símbolo do homem do campo com sua sabedoria popular, como a voz da razão e da tolerância contra a ignorância e o racismo representados pelo antagonista, o fazendeiro "Seu Cheiroso". A narrativa utiliza uma estrutura clássica de folhetim, com um segredo do passado que é revelado em um clímax dramático no tribunal, um recurso comum para prender a atenção do grande público.

### PAM Filmes e o "Modelo Mazzaropi"
Jeca e Seu Filho Preto foi o 29º filme da carreira de Mazzaropi e mais um produto da PAM Filmes (Produções Amácio Mazzaropi), empresa que ele fundou em 1958. Mazzaropi detinha o controle total sobre suas produções: atuava, produzia, escrevia os argumentos e controlava a distribuição. Este modelo de negócio verticalizado permitiu que ele construísse uma carreira de sucesso popular sem depender dos grandes estúdios ou dos subsídios estatais, como os da Embrafilme, que ele frequentemente criticava. Seus filmes eram feitos com orçamentos relativamente baixos, filmados rapidamente e voltados para o público das classes populares urbanas e rurais, que se identificavam com os temas e personagens.

### Escolha do elenco
A seleção de Everaldo Bispo de Souza, o Mestre Lobão, para o papel de Antenor, foi um dos grandes acertos do filme. Lobão não era um ator profissional, mas um renomado mestre de capoeira. Sua presença física, dignidade e habilidade atlética — demonstrada em uma cena de briga coreografada como um jogo de capoeira — trouxeram uma camada de resistência cultural e altivez ao personagem, que se recusa a aceitar a humilhação passivamente. A escalação de um não ator para um papel principal reforçava o ideal de "autenticidade" que Mazzaropi buscava em seus filmes.

### Filmagens
Como era de costume em suas produções, o filme foi rodado majoritariamente em Taubaté, no Vale do Paraíba, onde Mazzaropi possuía seus estúdios e a Fazenda Santa, que servia de cenário para muitas de suas obras. A escolha de locações rurais autênticas era parte fundamental da estética de Mazzaropi, que buscava retratar o universo caipira de forma verossímil para seu público.

## Música
A trilha sonora desempenha um papel importante na ambientação e na expressão dos sentimentos dos personagens nos filmes de Mazzaropi. Em Jeca e Seu Filho Preto, há dois números musicais principais:
- "Despertar do Sertão": Composta por Elpídio dos Santos e Heitor Carillo, é interpretada pelo próprio Amácio Mazzaropi. A canção evoca a vida no campo e a beleza da natureza, servindo como uma abertura que estabelece o tom bucólico do filme.
- "Maria do Mar": Interpretada pela cantora e atriz Gilda Valença, que faz uma participação especial no filme como uma vendedora portuguesa. A canção, com um tom melancólico e romântico, funciona como um interlúdio musical na trama.

## Contexto Histórico

### O Brasil nos "Anos de Chumbo"
O filme foi lançado em 1978, durante o governo do general Ernesto Geisel, em um período de lenta e contraditória "abertura política" do regime militar. Embora a repressão mais dura dos "Anos de Chumbo" estivesse arrefecendo, a censura ainda era uma realidade para a produção cultural. Filmes, peças de teatro e músicas eram frequentemente submetidos ao crivo dos censores do Departamento de Polícia Federal. Nesse cenário, a abordagem de um tema socialmente sensível como o racismo por um cineasta popular como Mazzaropi era um ato de coragem. Ele conseguiu tratar do assunto sem ter o filme vetado, possivelmente porque sua comédia era vista pelas autoridades como "inofensiva" e "despolitizada", uma percepção que uma análise mais profunda do filme desmente.

### A questão racial no cinema brasileiro dos anos 70
Apesar do mito da democracia racial, a desigualdade e o preconceito eram (e são) fatos estruturais da sociedade brasileira. No entanto, o cinema nacional raramente abordava o tema de forma direta. Quando personagens negros apareciam, era comum que ocupassem papéis estereotipados ou secundários. O cinema marginal do final dos anos 60 e início dos 70, como o de Glauber Rocha e Nelson Pereira dos Santos, tocava na questão, mas de forma mais alegórica. Mazzaropi, por outro lado, colocou o racismo no centro de sua narrativa popular. O filme expõe a hipocrisia social ao mostrar que o preconceito não vem do povo simples (representado por Jeca), mas da elite agrária (Seu Cheiroso). A trama de Jeca e Seu Filho Preto ousava afirmar que a negritude de Antenor não era um problema para sua família, mas sim para uma sociedade que insistia em julgá-lo pela cor da pele.

## Lançamento e Recepção

### Sucesso de público
Jeca e Seu Filho Preto seguiu o padrão de todos os filmes de Mazzaropi: foi um estrondoso sucesso de público. Em 1978, ano de seu lançamento, o cinema brasileiro atingiu um pico de mais de 61 milhões de espectadores, e os filmes de Mazzaropi estavam entre os mais assistidos. Seu público fiel, formado por famílias e trabalhadores das periferias urbanas e do interior, lotava os cinemas para ver as comédias de seu ídolo. Para essas pessoas, a mensagem do filme sobre tolerância e justiça, embalada em uma história de comédia e melodrama, era direta, compreensível e emocionante.

### A crítica especializada
A recepção crítica, no entanto, foi drasticamente diferente. A intelectualidade e a crítica de cinema da época, em grande parte alinhada com as estéticas do Cinema Novo, viam os filmes de Mazzaropi com desdém. Eram considerados tecnicamente pobres, artisticamente ingênuos e ideologicamente alienados ou conservadores. Jeca e Seu Filho Preto não foi exceção. Foi acusado de ser simplista em sua abordagem do racismo, utilizando fórmulas melodramáticas previsíveis. Críticos como Jean-Claude Bernardet e José Carlos Avellar apontavam a falta de sofisticação e a estética "populista" de Mazzaropi. No entanto, décadas depois, uma reavaliação crítica e acadêmica começou a enxergar a importância de seu cinema.

## Análise e Temas

### O Confronto com o Racismo
O principal tema do filme é a denúncia do preconceito racial. Mazzaropi utiliza seu personagem Jeca para personificar uma moralidade popular baseada na aceitação e no afeto, em contraste direto com o racismo explícito do fazendeiro rico. A frase de Zé, ao ser questionado sobre a cor do filho — "É da cor que Deus fez" —, resume a filosofia do filme. A trama também subverte a expectativa do "branqueamento" como solução para o conflito. Ao final, Antenor não é "revelado" como filho biológico de um homem branco, como seria comum em folhetins da época; sua origem está ligada a uma mulher negra, e o filme reafirma sua identidade sem ambiguidades. A solução para o conflito não é apagar a negritude, mas punir o racismo.

### O Caipira e a Modernização
Como em outras obras de Mazzaropi, o filme retrata o universo caipira em tensão com a modernização. O Jeca de Mazzaropi não é um ser passivo ou ignorante; ele é dotado de uma "esperteza" matuta que lhe permite navegar e, por vezes, subverter as estruturas de poder. Em Jeca e Seu Filho Preto, ele confronta diretamente a autoridade do latifundiário, usando a astúcia e o apoio da comunidade para defender sua família e seus valores.

### Melodrama como Veículo Social
Mazzaropi era um mestre do melodrama, gênero frequentemente desprezado pela crítica "séria". Ele utilizava as ferramentas do melodrama — emoções exacerbadas, reviravoltas dramáticas, a luta entre o bem e o mal, e a busca por justiça — como um veículo poderoso para comunicar ideias complexas a um público amplo. No filme, a estrutura melodramática serve para expor a crueldade do racismo e para gerar empatia pelas vítimas, tornando a mensagem social do filme emocionalmente impactante e acessível.

## Legado
Jeca e Seu Filho Preto é considerado hoje um dos filmes mais importantes da carreira de Mazzaropi e um marco do cinema popular brasileiro. Sua coragem em abordar um tema tão espinhoso em um período de repressão, e de fazê-lo de uma forma que dialogou com milhões de pessoas, é cada vez mais reconhecida por pesquisadores e historiadores do cinema. O filme é um testemunho da capacidade de Mazzaropi de "ler" a sociedade brasileira e traduzir suas contradições em narrativas de grande apelo popular.
Todo o acervo de Mazzaropi, incluindo os materiais de Jeca e Seu Filho Preto, é preservado pelo Museu Mazzaropi, localizado em Taubaté, que se dedica a manter viva a memória e a obra do artista. O filme continua a ser exibido na televisão e é objeto de estudos acadêmicos que reavaliam a importância do cineasta para além dos estereótipos que lhe foram impostos pela crítica de sua época.

## Ligações Externas
- «Museu Mazzaropi»
- Jeca e Seu Filho Preto. no IMDb.